# George FitzRoy, duque de Northumberland
El teniente-General George FitzRoy, duque de Northumberland, miembro de la Orden de la Jarretera, y del Consejo Privado de Gran Bretaña (28 de diciembre de 1665-28 de junio de 1716) fue el tercer hijo ilegítimo de Carlos II de Inglaterra y Barbara Villiers, duquesa de Cleveland. El 1 de octubre de 1674, fue nombrado conde de Northumberland, barón de Pontefract (Yorkshire) y vizconde Falmouth (Cornualles). El 6 de abril de 1683, se le concedió el título de duque de Northumberland.
El duque de Northumberland nació en Merton College, Oxford. En 1682, fue contratado como servicio secreto en Venecia. A su regreso a Inglaterra en 1684, fue elegido (10 de enero) y nombrado (8 de abril) caballero de la Orden de la Jarretera. Ese verano, el sirvió de voluntario junto a los franceses en el asedio de Luxemburgo. En 1687, se convirtió en ayudante de cámara del rey. Recibió un ascenso como condestable del Castillo de Windsor en 1701; nueve años después se convirtió en Lord teniente de Surrey, y en 1712 en Lord Teniente de Berkshire. En 1703, sucedió al conde de Oxford como coronel del Real Regimiento de Caballería. Siete años después, el 10 de enero de 1710, se convirtió en Teniente-General. El 7 de abril de 1713, se convirtió en miembro del Consejo Privado de Gran Bretaña y mayordomo mayor de Inglaterra. 
En marzo de 1686, Northumberland se casó con Catherine Wheatley, hija del pollero Robert Wheatley de Bracknell en Berkshire. Catherine era la viuda de Thomas Lucyde Charlecote Park, un capitán de caballería. Tras el matrimonio, Northumberland y su hermano, Henry FitzRoy, I duque de Grafton, trataron de ingresarla en un convento en Gante, Bélgical, supuestamente. Después de la muerte de Catherine en 1714, Northumberland se volvió a casar con Mary Dutton, hermana del capitán Mark Dutton.
El duque vivió en Frogmore House, en Windsor, Berkshire. Murió repentinamente en Epsom, el 28 de junio de 1716, a los 50 años. No tenía descendencia legítima que le sucediera en sus títulos. Mary murió en Frogmore House, en 1738.